# Heresiarches felix
Heresiarches felix là một loài tò vò trong họ Ichneumonidae.